# Michael Muster

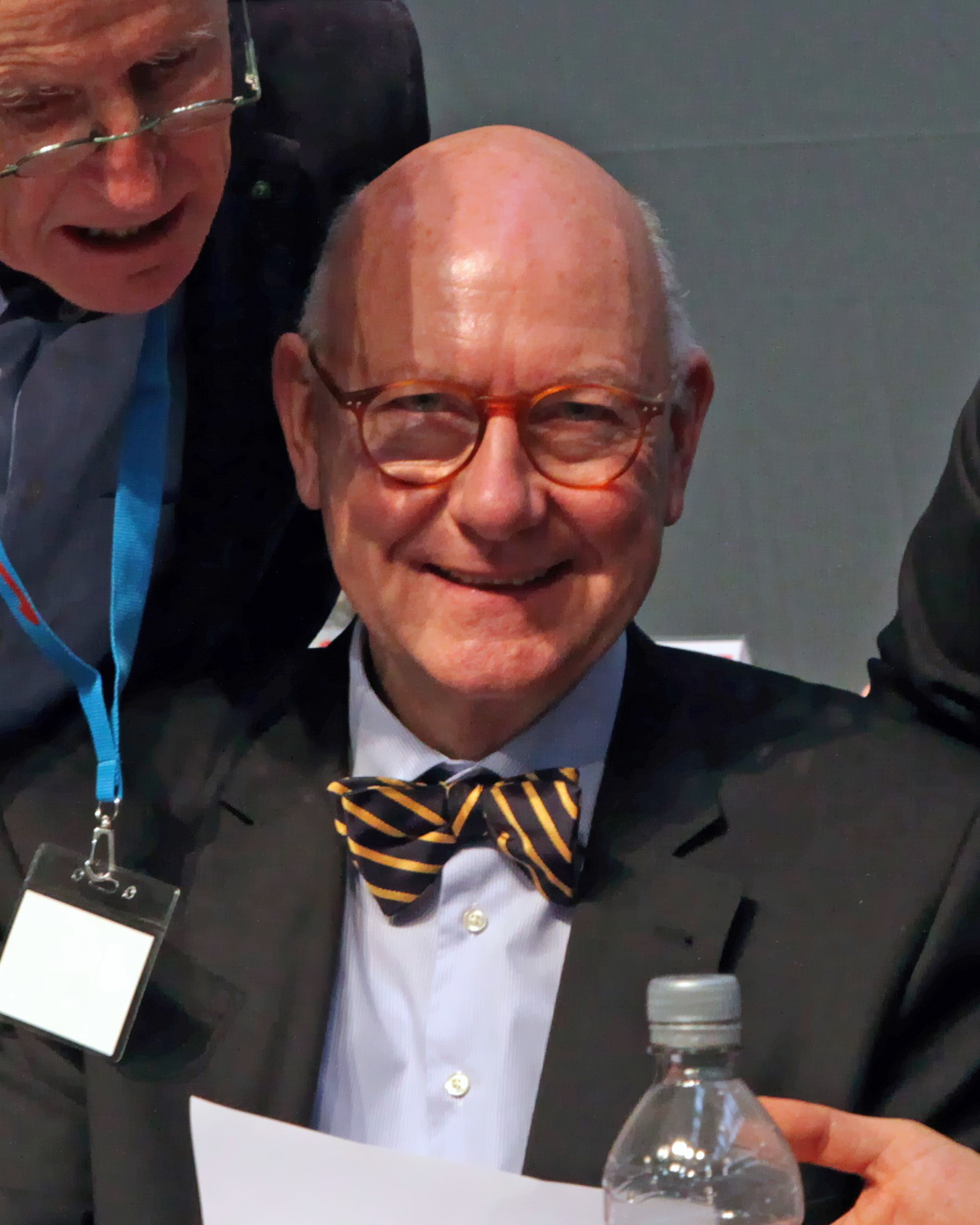
Michael Muster

Michael Muster (* 1946 in Rostock) ist ein deutscher Jurist und Politiker.

## Leben
Michael Muster war von 1991 bis 2009 Abteilungsleiter im sächsischen Finanz- und Justizministerium. Er galt laut einem Bericht der Wochenzeitung Die Zeit als AfD-Vordenker und Vertrauter des AfD-Gründers und Vorsitzenden Bernd Lucke. Michael Muster begleitete Konrad Adam beim Aufbau der AfD-nahen Desiderius-Erasmus-Stiftung. Muster sitzt im Stiftungsvorstand der von Frauke Petry und Marcus Pretzell gegründeten Kant-Stiftung. Er war Gründungsvorsitzender der 2017 ins Leben gerufenen und 2019 aufgelösten Partei Die Blaue Partei. Muster hatte vor der Bundestagswahl 2017 die Markenrechte für den Namen „Die Blaue Partei“ angemeldet.
Seit Frühjahr 2024 ist Muster Mitglied der Werteunion.
Michael Muster ist mit der Politikerin Kirsten Muster verheiratet. Das Paar lebt in Moritzburg und hat zwei Kinder.